# Hedda Zinner
Hedda Zinner, född 20 maj 1904 i Lemberg i Galizien (eller 1907 i Wien i Österrike), död 1 juli 1994 i Berlin, var en tysk författare, journalist och skådespelare.

## Biografi
Hedda Zinner föddes i Lemberg 1904, hennes mor var av österrikisk-judisk härkomst och fadern kom från Tjeckoslovakien.
Sedan Zinner gått emot sin far som ville att hon skulle studera på lantbruksuniversitet började hon på skådespelarakademin i Wien. Efter det följde aktiva år i bland annat Stuttgart och Baden-Baden. Det var under de här åren som hon lärde känna sin man, författaren Fritz Erpenbeck. De båda bosatte sig i Berlin, i ett starkt vänsterinfluerat konstnärskollektiv.
Zinner började skriva texter om och mot social orättvisa, texter som bland annat publicerades i tidskriften Die Rote Fahne. År 1930 publicerade hon, i förutom Die Rote Fahne, texter i Arbeiterstimme, AIZ, Weg der Frau och Magazin für Alle.
Hedda Zinner anslöt sig till kommunistpartiet, delvis som en reaktion mot den amerikanska polisens brutala angrepp på antirasistiska demonstrationer. På grund av hennes politiska engagemang blev situationen i Berlin till slut ohållbar. Zinner emigrerade i maj 1933 till Prag. I Tjeckoslovakien pratade man tyska och därmed kunde Zinner fortsätta vara aktiv. Hon skrev inlägg under pseudonymen Elizabeth Frank, texter som publicerades i AIZ och sändes i radio. I Prag startade Zinner även den politiska kabarén "Studio 1934".
År 1935 blev Fritz Erpenbeck tilldelad posten som korrespondent för AIZ (Arbeiter-Illustrierte-Zeitung) i Moskva. Hedda Zinner följde med sin man till Sovjetunionen. Även om de inte pratade språket såg de båda flytten som om de kommit hem. De kom med förväntningar om att Sovjetunionen skulle vara en plats där de kunde uttrycka sina åsikter fritt utan att bli belagda med arbetsförbud. Därmed kom Stalins regim som en chock. När Molotov–Ribbentrop-pakten inträdde sökte familjen på hösten 1941 skydd i staden Ufa invid Uralbergen. Under sin tid i Ufa skrev Hedda Zinner dikten Eier aus der Ukraine, en dikt som ifrågasatte de tyska soldaternas kamp och uppmanade kvinnor i Tyskland att få sina män att desertera.
År 1942 blev Fritz Erpenbeck kallad till att arbeta i Moskva. Året efter flyttade Hedda Zinner efter med den ett år gamla sonen John. Familjen tillbringade ytterligare två år i sovjetisk exil. Därifrån erbjöds de möjligheten att flytta tillbaka till Tyskland, DDR. Zinner bosatte sig efter andra världskriget i Berlin.